# Clysma
Clysma (în greacă Κλῦσμα, Κλειυσμα) a fost un oraș antic și episcopat din Egipt. Acesta a fost situat în capătul Golfului Suez.

## Istorie
Clysma a fost fondată sau reconstruită de împăratul Traian în secolul al II-lea d.Hr. pentru a proteja călătorii și negustorii, deoarece se afla la intersecția drumurilor din Sinai, Palestina și Egipt, odată cu construirea Amnis Traianus, un canal care lega Nilul de Marea Roșie și care își avea ieșirea lângă Clysma. S-a sugerat că portul a fost utilizat pentru exportul de textile și cereale produse în Arsinoite „nome”, deoarece au fost mai bine adaptate la transportul prin Amnis Traianus către Clysma decât pe uscat până la porturile sudice Berenice și Myos Hormos.